# Ioesse
Ioesse is een kevergeslacht uit de familie van de boktorren (Cerambycidae). De wetenschappelijke naam van het geslacht werd voor het eerst geldig gepubliceerd in 1864 door Thomson.

## Soorten
Ioesse omvat de volgende soorten:
- Ioesse putaoensis Ohbayashi N. & Lin, 2012
- Ioesse rubra (Pic, 1925)
- Ioesse sanguinolenta Thomson, 1864